# 平岡正幸
平岡 正幸（ひらおか まさゆき、1959年11月6日 - ）は、日本のアニメーター。兵庫県姫路市出身。埼玉県所沢市在住。

## 人物
- 大阪デザイナー学院卒業後、スタジオ・ライブなどに所属。その後フリーになる。専門学校の同期には井上俊之と梶島正樹がいる。
- 主に多くのアニメ作品でキャラクターデザインを行っている。
- 愛犬はウェルシュ・コーギー・ペンブロークのモモ[3]。

## 主な参加作品

### テレビアニメ
- ダッシュ勝平（1981年-1982年、動画）
- Dr.スランプ アラレちゃん（1981年-1986年、動画）
- 亜空大作戦スラングル（1983年-1984年、動画）
- 銀河漂流バイファム（1983年-1984年、動画）
- とんがり帽子のメモル（1984年-1985年、原画・動画）
- 超獣機神ダンクーガ（1985年、原画）
- 忍者戦士飛影（1985年-1986年、原画）
- ボスコアドベンチャー（1986年-1987年、作画監督）
- 瞳のなかの少年 十五少年漂流記（1987年、原画）
- アイドル伝説えり子（1989年-1990年、作画監督）
- 勇者エクスカイザー（1990年-1991年、キャラクターデザイン・キャラクター作画監督）
- ジャンケンマン（1991年-1992年、絵コンテ・演出・作画監督）
- 伝説の勇者ダ・ガーン（1992年-1993年、キャラクターデザイン、作画監督）
- ミラクル☆ガールズ（1993年、作画監督）
- ムカムカパラダイス（1993年-1994年、キャラクターデザイン、作画監督）
- 恐竜惑星（1993年-1994年、作画）
- 勇者警察ジェイデッカー（1994年-1995年、ED原画）
- 覇王大系リューナイト（1994年-1995年、原画）
- 愛と勇気のピッグガール とんでぶーりん（1994年-1995年、作画監督）
- 黄金勇者ゴルドラン（1995年-1996年、作画監督）
- 天地無用!（1995年、作画監督）
- ぼのぼの（1995年-1996年、作画）
- H2（1995年-1996年、作画監督）
- ママはぽよぽよザウルスがお好き（1995年-1996年、作画監督）
- 爆れつハンター（1995年-1996年、作画監督）
- モジャ公（1995年-1997年、作画監督）
- 名探偵コナン（1996年-、作画監督）
- VS騎士ラムネ&40炎（1996年、作画監督）
- いじわるばあさん（1996年-1997年、作画監督）
- こちら葛飾区亀有公園前派出所（1996年-2005年、作画監督）
- はりもぐハーリー（1996年-1997年、作画監督）
- 機動戦艦ナデシコ（1996年-1997年、作画監督）
- きこちゃんすまいる（1996年-1997年、作画監督）
- ポケットモンスター（1997年-2002年、作画監督）
- アニメがんばれゴエモン（1997年-1998年、キャラクターデザイン・総作画監督・作画監督）
- グランダー武蔵RV（1998年、キャラクターデザイン[4]・作画監督）
- ふたり暮らし（1998年、キャラクターデザイン）
- 彼氏彼女の事情（1997年-1998年、作画監督）
- まもって守護月天!（1998年-1999年、作画監督）
- ゴクドーくん漫遊記（1999年、作画監督）
- 神八剣伝（1999年、OP原画）
- スージーちゃんとマービー（1999年-2000年、作画監督）
- コレクター・ユイ（1999年-2000年、作画監督）
- ドキドキ♡伝説 魔法陣グルグル（2000年、作画監督）
- 妖しのセレス（2000年、作画監督）
- DINOZAURS : THE SERIES（2000年、キャラクターデザイン）
- バンパイヤン・キッズ（2001年-2002年、作画監督）
- 陸上防衛隊まおちゃん（2002年、絵コンテ・作画監督）
- デュエル・マスターズ（2002年-2003年、キャラクターデザイン・絵コンテ・作画監督）
- ロックマンエグゼAXESS（2003年-2004年、作画監督）
- デュエル・マスターズ チャージ（2004年-2006年、キャラクターデザイン・作画監督）
- IZUMO -猛き剣の閃記-（2005年、ED原画）
- BLACK CAT（2005年-2006年、原画）
- 舞-乙HiME（2005年-2006年、ED原画）
- かしまし 〜ガール・ミーツ・ガール〜（2006年、原画）
- 吉永さん家のガーゴイル（2006年、原画）
- 遊☆戯☆王デュエルモンスターズGX（2004-2008年、OP・ED原画）
- 古代王者 恐竜キング Dキッズ・アドベンチャー（2007年-2008年、キャラクターデザイン・作画監督）
- おおきく振りかぶって（2007年、原画）
- 古代王者 恐竜キング Dキッズ・アドベンチャー 翼竜伝説（2008年、キャラクターデザイン・作画監督）
- デュエル・マスターズ クロス（2008年-2010年、キャラクターデザイン[5]）
- ダンス イン ザ ヴァンパイアバンド（2010年、原画）
- デュエル・マスターズ クロスショック（2010年-2011年、キャラクターデザイン）
- それでも町は廻っている（2010年、原画）
- デュエル・マスターズ ビクトリー（2011年-2012年、キャラクターデザイン）
- Dororonえん魔くん メ〜ラめら（2011年、原画）
- デュエル・マスターズ ビクトリーV（2012年-2013年、キャラクターデザイン）
- デュエル・マスターズ ビクトリーV3（2013年-2014年、キャラクターデザイン）
- 恐竜メカード（朝鮮語版）（2017年-2018年、メインキャラクターデザイン、Hiraoka Masayuki名義（韓国）[6]）

### 劇場アニメ
- うる星やつら2 ビューティフル・ドリーマー（1984年、動画）
- エルマーの冒険（1997年、作画監督）
- デュエル・マスターズ 闇の城の魔龍凰（2005年、キャラクターデザイン、作画監督）
- デュエル・マスターズ 黒月の神帝（2009年、キャラクターデザイン[7]）

### OVA
- トップをねらえ!（1988年-1989年、原画）
- 機動戦士SDガンダム パパルの暁（1991年、キャラクターデザイン・作画監督）
- 新世紀GPXサイバーフォーミュラZERO（1994年-1995年、原画）
- 天使なんかじゃない（1994年、原画）

### ゲーム
- 放課後 in Beppin 女学院（1995年） キャラクターデザイン